# ヤマイモハムシ
ヤマイモハムシ Lema honorata はハムシ科の昆虫の1つ。頭部と前胸が赤く、前翅は藍色をしている。ヤマノイモ類の害虫として知られる。

## 特徴
体長6mmほどの甲虫。体色は基本的には黒で、歩脚は藍色を帯びる。頭部と前胸背は赤紅色、触角も第1節は、稀に第2節までが頭部と同様に赤い。前翅は青藍色で光沢がある。
頭部は複眼の後方で強くくびれており、複眼は大きくてよく目立つ。前胸背はその側面が中央でくびれており、後ろの縁のすぐ前に不明瞭な横向きの溝がある。頭部と前胸背には点刻がない。小楯板は小さくて黒褐色をしている。前翅は肩の部分の内側に1本短い縦溝があり、また背中で合わせたときに小楯板の少し後ろ辺りにはっきりしていないが横向きのくぼみがある。前翅には点刻が多く、規則正しい縦列を作っている。歩脚はやや強大になっている。
幼虫は終齢で体長6-7mmほどになり、胸部から腹部にかけては緩やかに膨らんでいる。全体に白黄色だが老熟幼虫では緑がかる。頭部と前胸背面はやや色が濃い。背面が粘液質の分泌物で覆われている。またこの類一般の特徴として肛門が腹部9節目の背面にあり、糞で背面を覆う。
別名にムネアカクビボソハムシがある。

## 生態など
食草はヤマノイモ類である。年1化性で、神奈川県の低地での調査では成虫で越冬し、4月中旬には食草の上に現れ、新芽や新葉を喰う。5月中旬に新芽に橙黄色の卵を産み付ける。幼虫は5月下旬から6月中旬にかけて新芽や新葉を食害する。蛹化は葉の裏に作られた繭の中で行われ、蛹は長さ4mmで黄色をしている。神奈川県の山間部では成虫の出現が5月中旬で、産卵は5月下旬から7月中旬まで見られる。卵の期間が4日、幼虫が6-9日、前蛹で4日を経過して蛹の期間が4-5日で、いずれにしても夏の間には新成虫が出現し、それらは9月中旬まで摂食を続ける。秋の終わりには雑草の根元や枯れた植物などに寄って越冬する。

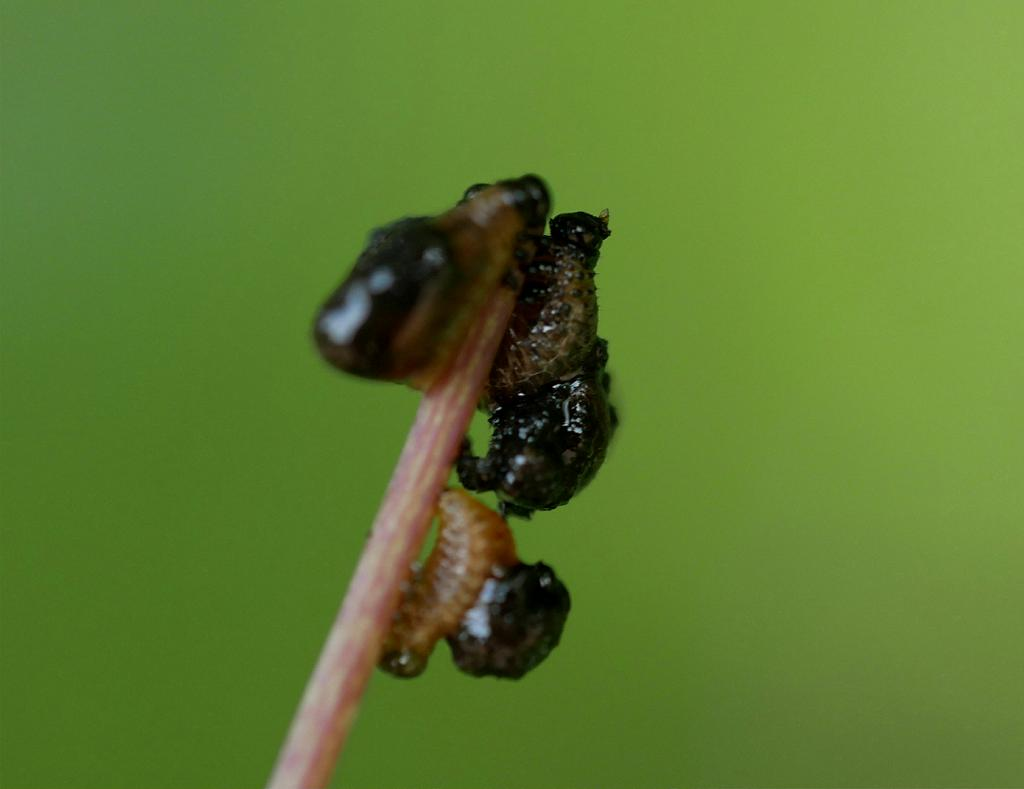
幼虫の集団

## 分布
本州、四国、九州と屋久島、種子島、および八重山群島に知られ、国外では朝鮮半島、中国、台湾に分布する。

## 類似種
同属でやはりヤマノイモを食うものにキベリクビボソハムシ L. adamsii があるが、この種は全体に赤褐色の昆虫で、背面に黒斑があってその大きさや形に変異は多いが、本種のような体色にはならない。
同属の種は国内に他にもかなりあり、中でもアカクビボソハムシ L. diversa のように前翅が青、前胸が赤という本種と似た色彩の組み合わせを持つものはあるが、この種はツユクサを食草とする。あるいは他属でもイネクビボソハムシ Oulema oryzae など形態が似ていて色彩も似ているものはあるが、食草の違いで判断はつきやすい。

## 利害
ヤマノイモ類の葉や新芽などを幼虫、成虫ともに食害する害虫である。北東北では成虫が7月頃に飛来し、8月中頃に幼虫が老熟するまで被害が続く。成虫は山芋の葉を不整形に喰い、幼虫は幼いものは葉の表皮を残して喰い、大きくなると穴を開ける。
なお、上記のように同属のキベリクビボソハムシもヤマノイモを食うが、こちらの方が被害は軽微である。